# Eudoro Pedroza
Eudoro Guilherme Zacarias Pedroza (Goiânia, 24 de março de 1941 - Goiânia, 3 de outubro de 2015) foi um advogado, pecuarista e político brasileiro. Filiado ao MDB, foi deputado estadual e deputado federal pelo Tocantins.

## Carreira política
Começou a carreira política em 1990 ao ser eleito deputado estadual do Tocantins.
Candidatou-se a prefeito de Palmas em 1992, sendo derrotado por Eduardo Siqueira Campos do PDC.
Elegeu-se suplente de deputado federal em 1994. Entre 15 de maio a 20 de outubro de 1996, exerceu o mandato de deputado federal. Candidatou-se a suplente de senador em 2010 na chapa encabeçada por Marcelo Miranda, mas não foi eleito. Vicentinho Alves e João Ribeiro (ambos do PR) foram eleitos senadores na chapa vitoriosa de Siqueira Campos.
Em seu último cargo como secretário de Desenvolvimento Econômico, faleceu em Goiânia aos 74 anos.